# Paweł Janowski
Paweł Janowski (ur. 10 grudnia 1968 w Połczynie Zdroju) – polski historyk, teolog, wykładowca na Wydziale Nauk Politycznych Akademii Humanistycznej im. Aleksandra Gieysztora w Pułtusku (2008–2010), adiunkt oraz koordynator do spraw badań naukowych (2009–2011) w Instytucie Leksykografii Katolickiego Uniwersytetu Lubelskiego Jana Pawła II, od lutego 2011 pracownik Ośrodka Badań nad Polonią i Duszpasterstwem Polonijnym KUL.
Kierownik Działu Historii Zakonów i Zgromadzeń Zakonnych w Rosyjskiej Encyklopedii Katolickiej, autor ponad 200 haseł do Encyklopedii Katolickiej oraz kilkudziesięciu do Encyklopedii „Białych Plam”, Encyklopedii Gutenberga, Powszechnej Encyklopedii Filozofii, Jan Paweł II. Encyklopedia dialogu i ekumenizmu i Encyklopedii Politycznej (I–II, Radom 2008-09), ponadto twórca i redaktor naukowy serii: Pomorze Środkowe. Dzieje i kultura. Syn Mariana. Znany z kontrowersyjnych wypowiedzi.
Członek Stowarzyszenia „Wspólnota Polska”, a od IV 2008 – VI 2011 r. sekretarz generalny Polskiego Związku Katolicko-Społecznego, a od czerwca 2011 wiceprezes PZKS-u.
Od maja 2014 wiceprzewodniczący Komisji Uczelnianej Katolickiego Uniwersytetu Lubelskiego i członek Rady Krajowej Sekcji Nauki NSZZ Solidarność.

## Życie i działalność
W 1987 r. ukończył VI Liceum Ogólnokształcące im. Wacława Sierpińskiego w Gdyni. Po maturze wstąpił do Instytutu Ojców Szensztackich, w którym pod kierunkiem o. Henryka Szymańskiego ukończył nowicjat. Po rezygnacji z życia zakonnego pracował w stoczni im. J. Piłsudskiego i jako prywatny nauczyciel j. niemieckiego. W latach 1990–1991 pracował w Połczyńskim Domu Kultury, w którym zorganizował grupę teatralną, jej członkowie rekrutowali się spośród młodzieży miejscowych i okolicznych szkół średnich. Wówczas napisał i wyreżyserował sztukę pt. „Stacja Przesiadanie”. Tą inscenizacją zdobył „Srebrną Lirę” na przeglądzie teatrów amatorskich w Świdwinie (formą nagrody było wystawienie jej w teatrze w Koszalinie oraz nagranie i prezentacja jej fragmentu na antenie Polskiego Radia). Cyklicznie reżyserował małe formy teatralne, w których prezentował twórczość poetów polskich, m.in. Haliny Poświatowskiej, Marii Pawlikowskiej-Jasnorzewskiej oraz wybranych zespołów rockowych, m.in. zespołu The Doors, Alan Parsons Project i Led Zeppelin. Ponadto był pomysłodawcą, redaktorem naczelnym i wydawcą lokalnej gazetki „Jota”, która była forum prezentacji tekstów publicystycznych i poetyckich tak uznanych twórców (np. Franza Kafki, rosyjskiego poety awangardowego, zaszczutego przez stalinowców – Daniela Charmsa), jak i początkujących autorów.
Kilka lat później rozpoczął studia na wydziale teologii KUL i w 1996 r. uzyskał tytuł magistra w zakresie historii Kościoła, na podstawie pracy o historii Ruchu Szensztackiego w Polsce, napisanej pod kierunkiem księdza dra Janusza Dyla.
W latach 1999–2005 wykładał historię Kościoła powszechnego w Kolegium Filozoficznym oo. Karmelitów Bosych w Lublinie (afiliowane do Papieskiej Akademii Teologicznej w Krakowie). Ponadto gościnnie w 2000 wykładał w prowadzonym przez dominikanów Kolegium św. Tomasza z Akwinu w Kijowie (afiliowane do Uniwersytetu Angelicum w Rzymie).
Równocześnie studiował w Instytucie Historii Kościoła KUL, gdzie w 2003 r. uzyskał stopień doktora teologii w zakresie historii Kościoła – na podstawie dysertacji dotyczącej dziejów zakonów i zgromadzeń męskich w latach 1918–1939 na terenie diecezji lubelskiej, napisanej pod kierunkiem księdza prof. dra hab. Stanisława Wilka. Z zakresu historii Kościoła w Polsce pisał m.in. o karmelitach bosych, dominikanach, redemptorystach, jezuitach, bernardynach, kapucynach i franciszkanach.
Jest jednym z założycieli powstałej w 1995 r. fundacji „Fuga Mundi”, zajmującej się pomocą osobom niepełnosprawnym, niesamodzielnym społecznie i ich rodzinom.
W swych badaniach naukowych podejmuje problematykę:
1. Dziejów Polski i Kościoła katolickiego w Polsce i na świecie, zwłaszcza w XVI i XX wieku.
2. Dziejów Pomorza Środkowego po zakończeniu II wojny światowej, szczególnie w odniesieniu do małych ośrodków miejskich i tematyki formowania się lokalnych społeczności.
3. Prawa własności w polskiej tradycji prawnej w aspekcie rewindykacji od końca XIX w. do wybuchu II wojny światowej, a także historyczno-prawnych uwarunkowań i kontekstach tego zagadnienia (zwłaszcza proces unifikacji systemu prawnego w okresie II Rzeczypospolitej).
4. Dziejów teologii katolickiej i teologii denominacji niekatolickich (ale zasadniczo chrześcijańskich) oraz historii filozofii.

Paweł Janowski po wygranych przez Prawo i Sprawiedliwość wyborach parlamentarnych w 2015 r. umieścił na portalu Twitter wpis „Wyszykujemy Tuskowi celę ze stalowymi kratami i pedofilem do towarzystwa”. za który to wpis został wezwany do złożenia wyjaśnień przez rektorem Katolickiego Uniwersytetu Lubelskiego. Wszczęto przeciwko niemu postępowanie dyscyplinarne.

## Publikacje
- P. Janowski, Kult Matki Bożej Pocieszenia w Bęczkowicach i na Pociesznej Górce, Bęczkowice 2006, 2. wyd. 2007. ISBN 83-920674-8-7
- P. Janowski, Salezjanki w Połczynie Zdroju w latach 1946–2006, Połczyn-Zdrój Świdwin 2007 – I tom serii Pomorze Środkowe. Dzieje i kultura, Połczyn-Zdrój Świdwin 2007.
- P. Janowski – ponad 100 biogramów świętych i błogosławionych katolickich [w:] W. Zaleski, Święci na każdy dzień, red. i opracowanie merytoryczne P. Janowski, Warszawa 2008 [nowe wydanie zmienione i uzupełnione], ISBN 978-83-7201-353-8.
- Połczyn-Zdrój. Wspomnienia mieszkańców miasta, opracował P. Janowski, Połczyn-Zdrój Świdwin 2009 – II tom serii Pomorze Środkowe. Dzieje i kultura.
- P. Janowski, Protestantyzm, [w:] Jan Paweł II. Encyklopedia dialogu i ekumenizmu, Radom 2006, s. 389-421.
- P. Janowski, Ważniejsze wypowiedzi Jana Pawła II. Chrześcijaństwo, [w:] Jan Paweł II. Encyklopedia dialogu i ekumenizmu, Radom 2006, s. 598-614.